# 아세베도시

아세베도 시의 위치

아세베도시(스페인어: Acevedo)는 베네수엘라 미란다 주의 지방 자치체로 행정 중심지는 카우카과이며 면적은 1,879km2, 인구는 88,289명(2007년 기준)이다.